# Vallkärra
Vallkärra – miejscowość (tätort) w Szwecji, w regionie administracyjnym (län) Skania, w gminie Lund.
Według danych Szwedzkiego Urzędu Statystycznego liczba ludności wyniosła: 412 (31 grudnia 2015), 425 (31 grudnia 2018) i 429 (31 grudnia 2019).